# Inja (affluente del Čaryš)
La Inja (in russo Иня́?) è un fiume della Russia siberiana occidentale, affluente di sinistra del Čaryš (bacino idrografico dell'Ob'). Scorre nei rajon Čaryšskij e  Krasnoščëkovskij del Territorio dell'Altaj.
Il fiume ha origine tra le catene dei monti Tigireckij e dei Koksujskij, vicino al confine con il Kazakistan e si trova sul territorio della riserva naturale «Tigireckij» (Государственный природный заповедник "Тигирекский"). Si piega attorno alla catena montuosa dei Tigireckij da settentrione, passando lungo i suoi speroni e gira poi a nord verso la valle del Čaryš scorrendo in direzione settentrionale parallelamente alla Belaja. Sfocia nel Čaryš a 346 km dalla foce. La lunghezza del fiume è di 110 km, il bacino imbrifero è di 1 480 km². Lungo il corso del fiume ci sono alcuni piccoli villaggi tra cui Tigirek e Čineta.

## Archeologia
Sulla riva sinistra del fiume Inja, 2,5 km a nord del villaggio di Tigirek, si trova la grotta Strašnaja ("grotta temibile"), dove sono stati ritrovati resti umani di una specie sconosciuta, risalenti al periodo 35-50.000 anni fa, e i denti di un homo sapiens che visse nella grotta durante il Paleolitico superiore (poco più di 20.000 anni fa).